# Coppélia

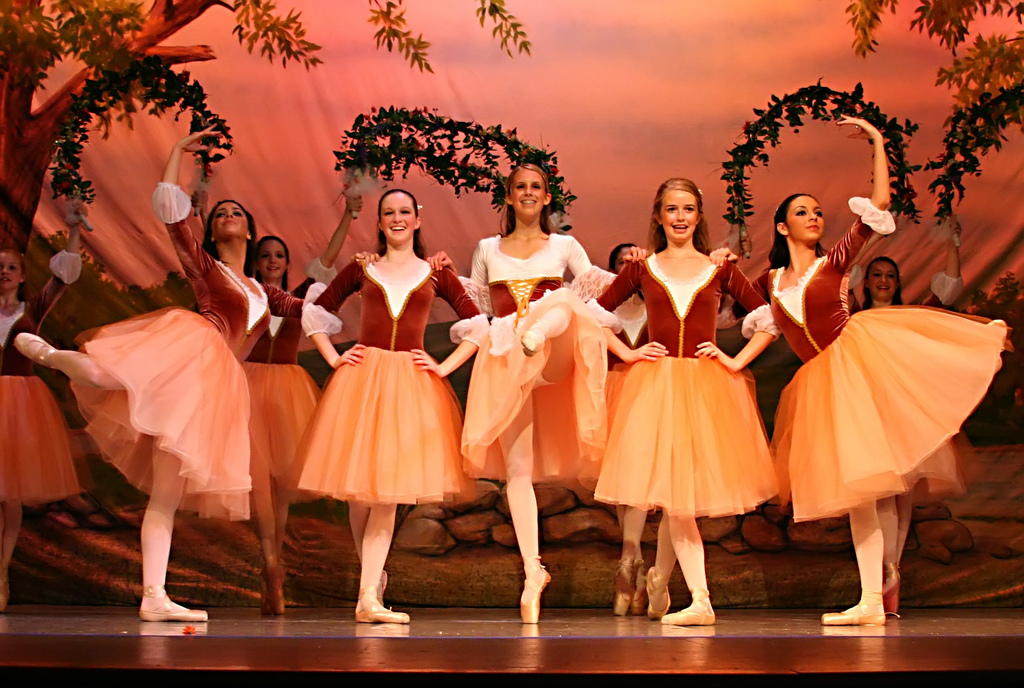
Copellia Recital 2007

Coppélia é um ballet cómico-roatio com coreografia original de Arthur Saint-Léon, com libreto de Charles Nuitter, e música de Léo Delibes. Baseia-se num conto fantástico de E.T.A. Hoffmann intitulado "Der Sandmann" ("O homem da areia") publicado em 1815. O balé estreou a 25 de Maio de 1870 na Ópera de Paris, com Giuseppina Bozzachi no papel principal. Um primeiro momento de sucesso foi interrompido pela Guerra Franco-Prussiana e pelo cerco de Paris, tornando-se, posteriormente, o balé mais representado na Opera Garnier. Foi o primeiro balé clássico a incluir danças folclóricas como czardas, mazurcas e polcas, dando cor local e realismo à ação. No Brasil estreou no Theatro Municipal do Rio de Janeiro em 9 de maio de 1918, apresentado pela companhia de Ana Pavlova.

## Sinopse
As personagens principais são: o Doutor Coppelius, Swanilda e Franz. A ação decorre na aldeia de Cracóvia, na Polónia.

### Ato I
Swanilda, a jovem mais bonita da aldeia onde vive, está noiva de Franz.

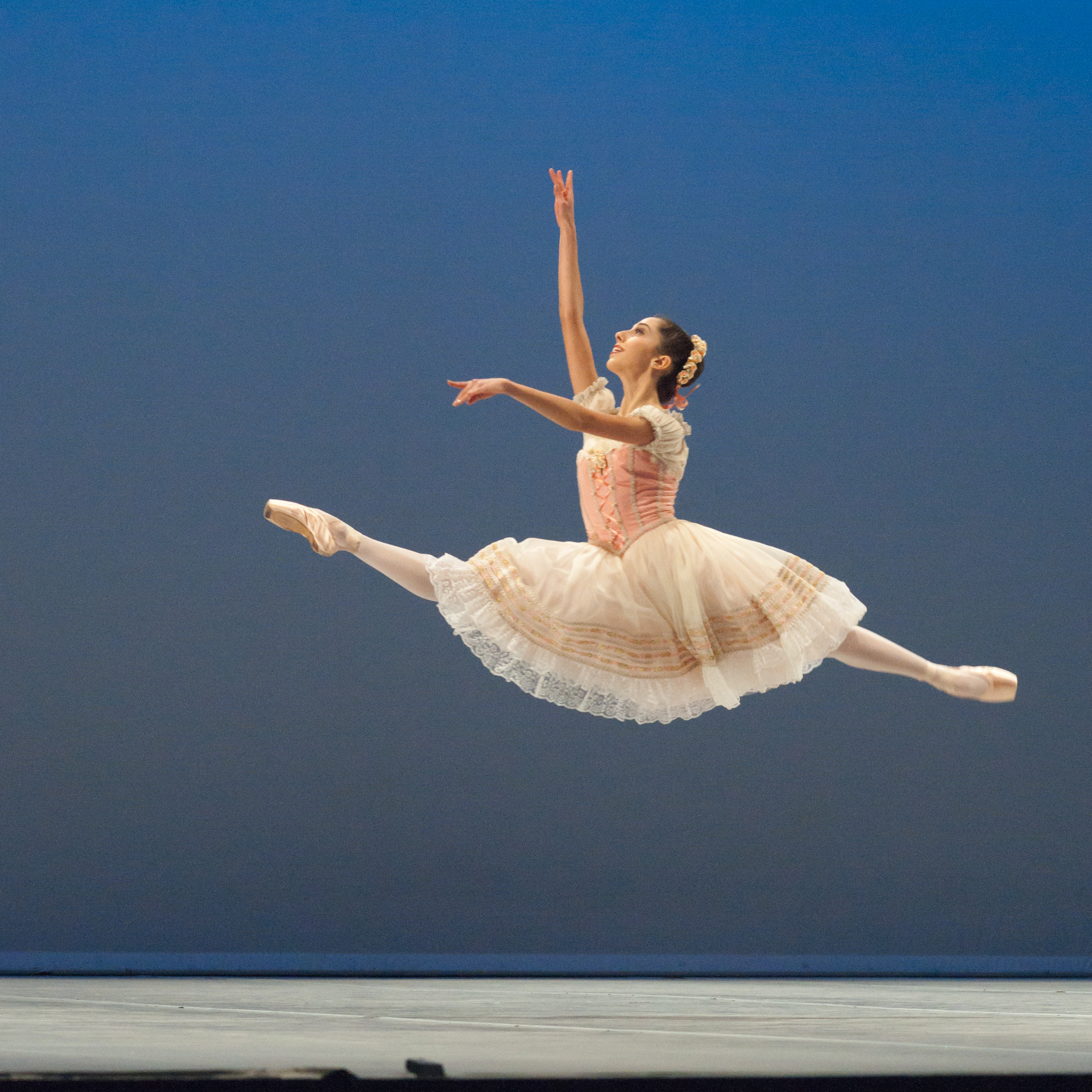
Maria Barroso como Swanilda - Coppelia - 2010

Certo dia ele fica encantado por uma menina que todas as tardes dedica-se à leitura na janela da casa do Doutor Coppelius, um senhor que fabrica brinquedos e conhecido de bruxo. Ele faz de tudo para chamar a atenção dela: a chama para descer, convida-a para dançar, manda beijos, mas não obtém reação. Swanilda os flagra e promete vingar-se. Ela acaba por interrogar Franz sobre o acontecido, durante uma discussão.
Muda a cena. Na praça, os camponeses estão a dançar a mazurca enquanto Swanilda e Franz fazem um encontro forçado pelos amigos. Swanilda diz não ouvir o barulho de seu trigo, mas ele insiste que ouve, o que significaria a harmonização do amor entre o casal.
Os jovens e Franz decidem fazer uma brincadeira com doutor Coppelius, na qual sua chave fica caída no chão e Swanilda e suas amigas pegam-na e entram na casa do Doutor Coppelius.

### Ato II
Swanilda e suas amigas estão em uma sala cheia de outras pessoas, que não se movem. Elas descobrem que essas pessoas são, na verdade, bonecos mecânicos em tamanho real. Elas dão corda aos bonecos e observam eles se movendo. Swanilda encontra também Coppélia, a tal menina dedicada à leitura, atrás de uma cortina, e descobre que ela também é uma boneca.
Coppelius entra e flagra as moças. Vários bonecos e bonecas dançam: escocesas, espanholas, arlequins,  etc.
Ele fica furioso com elas, não somente pela invasão, mas também por perturbar sua oficina. Põe elas para fora e começa a arrumar a confusão. Mas vendo Franz pela janela, Coppelius o convida a entrar. O inventor deseja dar vida a Coppélia mas, para isso, necessita de um sacrifício humano.  Ele pretende transferir o espírito de Franz para Coppélia, por meio de artifícios mágicos.  Dá-lhe uma bebida, que o deixa adormecido, e começa a preparar sua mágica.
No entanto o Dr. Coppelius não expulsou todas as meninas. Swanilda ainda está lá, escondida atrás de uma cortina. Ela se veste com as roupas de Coppélia e finge ser ela que tornou-se viva. Acorda Franz e ativa todos os bonecos para facilitar sua fuga. Dr. Coppelius fica confuso, e triste ao encontrar Coppélia sem vida, atrás de uma cortina.

### Ato III
Swanilda e Franz estão para se casar, quando o Dr. Coppelius aparece, furioso, alegando danos. Consternada por causa tantos problemas, Swanilda oferece seus dotes em troca do perdão. Mas Franz pede que ela não faça isso, pois ele próprio pagará ao Dr. Coppelius.  Nesse ponto, o prefeito intervém e dá um saco de dinheiro para aplacar Dr. Coppelius. Swanilda e Franz estão casados, e toda a cidade comemora dançando,danças como floristas e trigueiras, também existem as fitas em comemoracão ao casamento 